# Lower Harpton
Lower Harpton – osada i civil parish w Anglii, w hrabstwie Herefordshire. W 2001 civil parish liczyła 33 mieszkańców. Lower Harpton jest wspomniana w Domesday Book (1086) jako Hercope.